# Drukčiji radio
Drukčiji radio je regionalna radijska postaja čije je sjedište u Novom Travniku, BiH. Emitira na hrvatskom jeziku na 94,7 MHz stereo i na internetu.

## Povijest
Osnovana je 21. studenoga 2013. godine. Emitira na FM stereo frekvenciji od 94,7 MHz i na internetu. Pravni sljednik je Radiopostaje Novi Travnik. Na proizvodnji programa angažirano je osam zaposlenih i vanjskih suradnika i postaja radi komercijalnoj osnovi. Signalom pokriva Srednjobosansku županiju te jedan dio Zeničko-dobojske i Sarajevske županije.Drukčiji radio emitira novosti svaka dva stata. Zanimljive informacije puštaju u "Drukčijim vijestima". Drukčiji radio emitira tematske glazbene emisije četiri puta tjedno i planiraju još tematskih emisija. Sjedište je u ul. Kralja Tvrtka 40, Novi Travnik.

## Vanjske poveznice
- Službene stranice
- Facebook
- YouTube
- Twitter